# Shinjuku Musashinokan

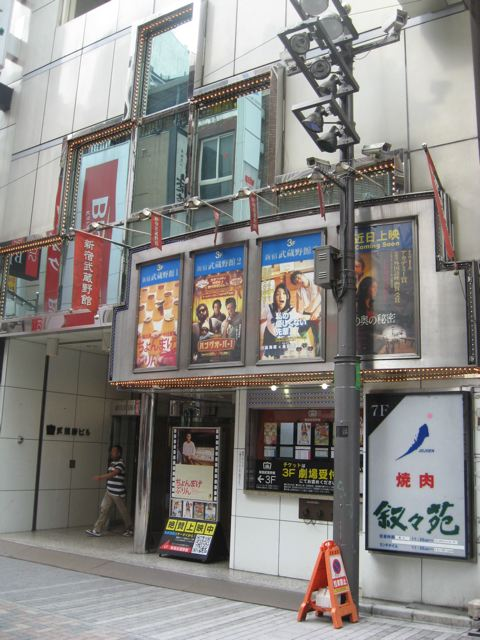
Le Shinjuku Musashinokan en 2010

Le Shinjuku Musashinokan (新宿武蔵野館) est une ancienne salle de cinéma située du côté droit de la  gare de Shinjuku à Tokyo. Créé à l'origine sous le nom « Musashinokan » en mai 1920, il devient rapidement la première salle indépendante de qualité à Tokyo projetant des films étrangers. Le programme de la salle présente des critiques haut de gamme et un comité de gestionnaires et de critiques de cinéma tels qu'Akira Iwasaki aident à la programmation des films projetés. Le Shinjuku Musashinokan est aussi renommé au cours de l'époque du cinéma muet pour la narration érudite du benshi Musei Tokugawa. À l'occasion, il projette également des films japonais comme le A Page of Madness de Teinosuke Kinugasa.
Quand il est reconstruit en 1968 en tant que partie d'un bâtiment à usages multiples dont il occupe le sixième étage, il change son nom pour celui de « Shinjuku Musashinokan ». Son propriétaire, Musashino Kōgyō, ouvre également d'autres cinémas en utilisant ce nom, tels que l'Ōi Musashinokan et le Nakano Musashinokan.
Le Shinjuku Musashinokan fonctionne toujours comme salle de cinéma et projette des films sur trois écrans.